# Fondachelli-Fantina
Fondachelli-Fantina ist eine Stadt der Metropolitanstadt Messina in der Region Sizilien in Italien mit 1083 Einwohnern (Stand 31. Dezember 2023).

## Lage und Daten
Fondachelli-Fantina liegt 71 km südwestlich von Messina. Die Einwohner arbeiten hauptsächlich in der Landwirtschaft.
Die Nachbargemeinden sind: Antillo, Francavilla di Sicilia, Novara di Sicilia und Rodì Milici.

## Geschichte
Das Gründungsdatum des Ortes ist unbekannt. Bis 1950 war der Ort ein Ortsteil von  Novara di Sicilia, seitdem ist der Ort selbstständig.

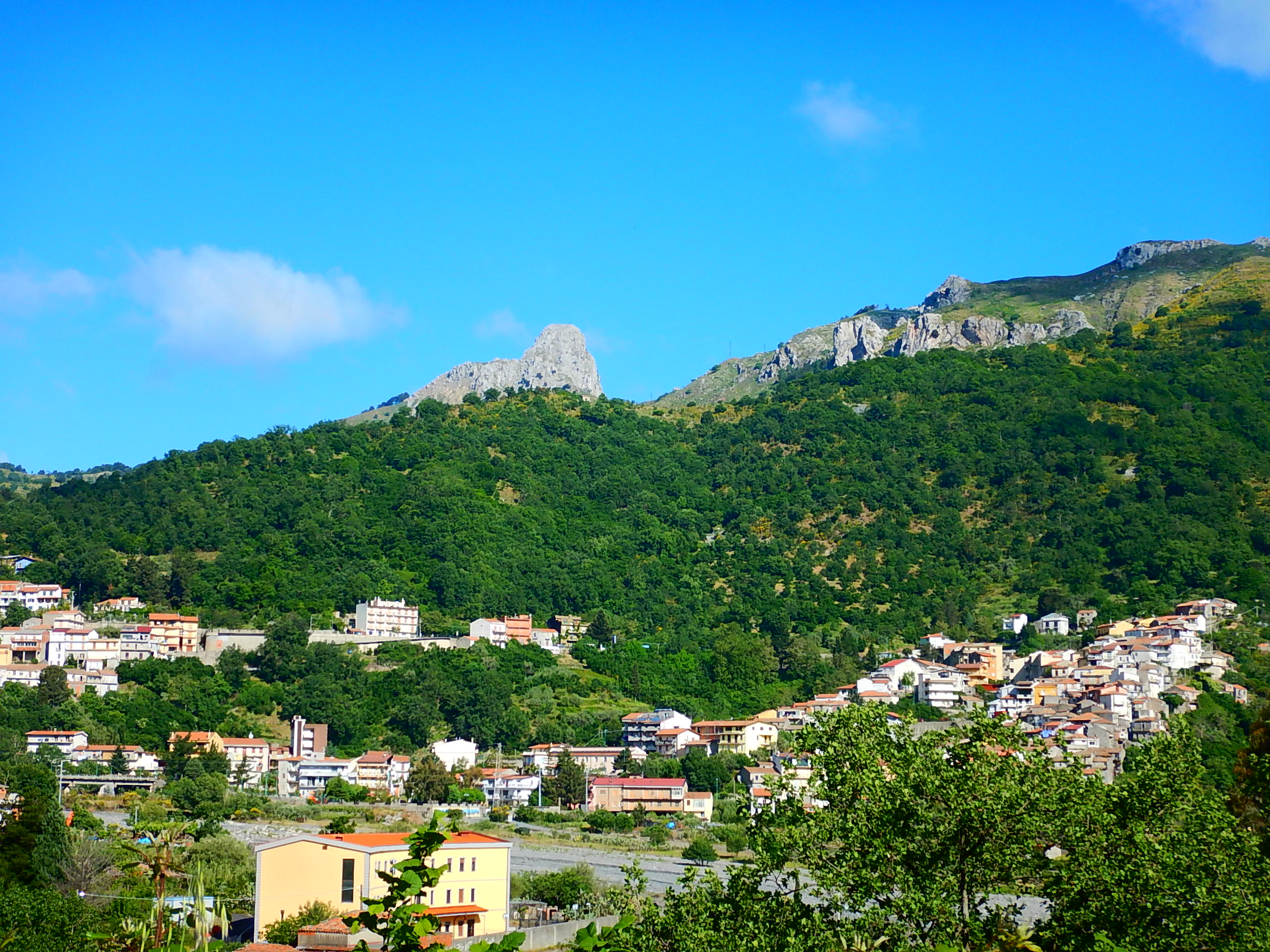
Blick auf Fondachelli-Fantina
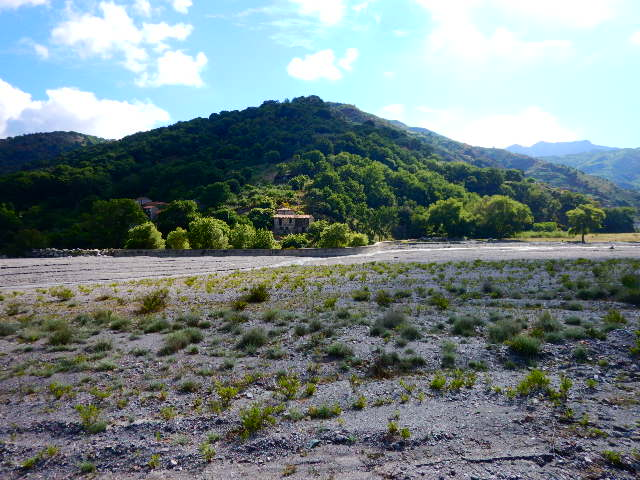
Bezirk Frascianida am Fiumara Patrì